# North of England Championships 1972
Il North of England Championships 1972 è stato un torneo di tennis giocato sull'erba. È stata la 2ª edizione del torneo, che fa parte del Women's International Grand Prix 1972. Si è giocato a Hoylake in Gran Bretagna, dal 17 al 23 luglio 1972.

## Campionesse

### Singolare
Evonne Goolagong e  Betty Stöve hanno condiviso il titolo

### Doppio
Evonne Goolagong /  Helen Gourlay e  Brenda Kirk /  Pat Walkden hanno condiviso il titolo